# Palló Imre (operaénekes)
Palló Imre (Mátisfalva, 1891. október 23. – Budapest, 1978. január 25.) Kossuth-díjas magyar operaénekes (bariton), kiváló művész.

## Pályafutása
Székely földművescsaládban született Palló Pál és Palló Lídia fiaként. Iskoláit Székelyudvarhelyen kezdte, majd 1910-ben Kolozsvárott érettségizett. Egyéves megszakítás után tanulmányait Budapesten a Zeneakadémián folytatta 1911–1916 között. Rövid ideig katona volt, majd az Operaház szerződtette és (1917-től) egészen haláláig tagja volt. 1934-ben örökös taggá választották. Turnéi során bejárta Ausztriát, Németországot, Olaszországot, Egyiptomot és az Egyesült Államokat is. Munkája mellett a jogi diplomát is megszerezte. Kodály Zoltán a magyar népdalok mesterdalnokának nevezte. Az Operaház igazgatója volt 1957-től 1959-ig. 1967-ben ment nyugdíjba.

## Főbb szerepei
- Bizet: Carmen - Escamillo

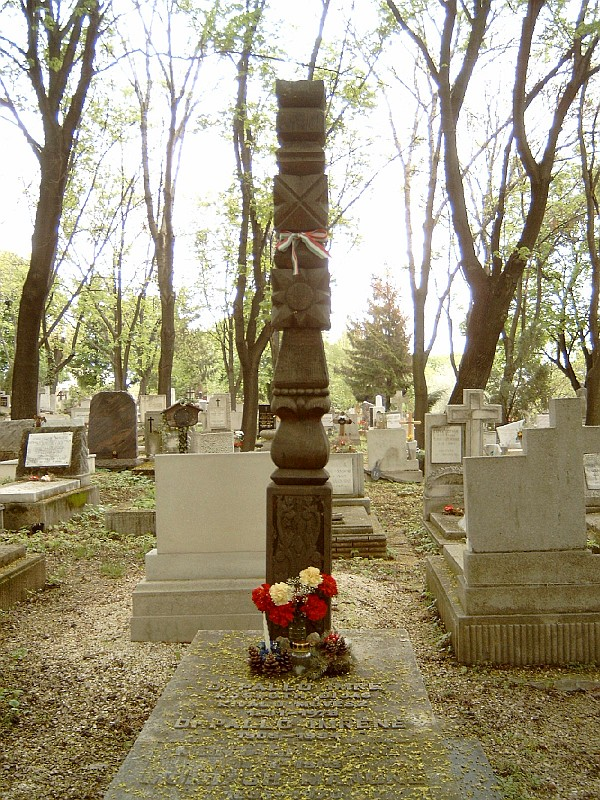
Sírja Budapesten. Farkasréti temető: 6/9-1-160.

- Britten: Albert Herring - Mr. Gedge
- Csajkovszkij: A pikk dáma - Jeleckij
- Erkel: Hunyadi László - Gara nádor
- Erkel: Bánk bán - Bánk bán
- Donizetti: Lammermoori Lucia - Lord Ashton
- Goldmark: Sába királynője - Salamon
- Gounod: Faust - Valentin
- Kacsóh-Heltai: János vitéz - Kukorica Jancsi (filmváltozat)
- Kacsóh-Heltai: János vitéz - Bagó
- Kodály: Háry János - Háry János
- Kodály: Székely fonó - A kérő
- Leoncavallo: Bajazzók - Tonio
- Muszorgszkij: Hovanscsina - Saklovityij
- Puccini: Tosca - Scarpia
- Puccini: Bohémélet - Marcel
- Puccini: Turandot - Ping
- Rossini: A sevillai borbély - Figaro
- Strauss: Salome - Jochanaán
- Verdi: Rigoletto - Rigoletto
- Verdi: Otello - Jago
- Verdi: A trubadúr - Luna gróf
- Verdi: Don Carlos - Posa márki
- Verdi: Az álarcosbál - René
- Verdi: Traviata - Giorgio Germont
- Verdi: Aida - Amonasro
- Wagner: Tannhäuser - Wolfram
- Wagner: Trisztán és Izolda - Kurwenal
- Wagner: Parsifal - Amfortas
- Wagner: Lohengrin - Telramund
- Weinberger: Svanda, a dudás - Svanda

## Díjai, elismerései
- Corvin-koszorú (1938)
- Kossuth-díj (1949)
- Kiváló művész (1950)
- Munka Érdemrend (1954)